# بليس حرجي
البليس الحرجي أو الجميلة الحرجية (باللاتينية: Bellis sylvestris) نوع نباتي يتبع جنس البليس من الفصيلة النجمية.

## الموئل والانتشار
موطنه حوض البحر الأبيض المتوسط من بلاد الشام إلى المغرب العربي وقبرص وتركيا وجنوب أوروبا.

## مرادفات للاسم العلمي
- (باللاتينية: Bellis perennis subsp. sylvestris (Cirillo) Rouy)